# Прибрежный (парк)
Парк «Прибрежный» — парк в Дарницком районе Киева в заливе Берковщина вдоль улицы Днепровская набережная. Создан в 2022 году. Площадь парка — 7,54 га.

## Описание
В 2020 году «Киевзеленстрой» обнародовал проект парка возле залива Берковщина. Проект предусматривал открытый амфитеатр с причалом на Днепре.
Строительные работы были начаты летом 2021 года. Ранее на этой территории находилась свалка со строительным мусором. Полностью завершить работы должны были весной 2022 года.
23 июля 2022 года парк был частично открыт после первой очереди капитального ремонта, которая охватила территорию 2,22 га (общая площадь парка 7,54 га). На территории зелёной зоны обустроили пешеходные та велосипедные дорожки, установили лавочки и урны, обустроили 4 современных детских площадок (инклюзивную, для младшего возраста, старшего возраста и площадку с тросовыми конструкциями), а также спортплощадку. Есть ещё зона для детей — на искусственно созданном при помощи геопластики зелёном холме.
Берега вдоль залива укрепили и обустроили прибрежную зону с комфортными лавочками для отдыха. Продолжаются работы с прокладки и подключения инженерных систем, в частности, и полива. На берегу планируется создание пляжной зоны.